# ژرمانیا

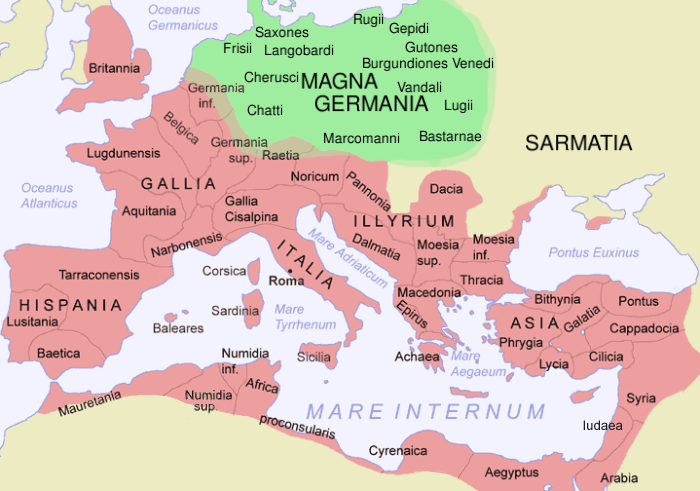
نقشه امپراتوری روم (صورتی) و ژرمانیای بزرگ (سبز) در اوایل سده دوم میلادی

ژرمانیا (انگلیسی: Germania) نامی لاتینی جهت اشاره به مناطق جغرافیایی شمال اروپای مرکزی بود که سکونت‌گاه ژرمن‌ها به‌شمار می‌رفت. این منطقه از دانوب در جنوب تا دریای بالتیک در شمال و از رود راین در غرب تا ویستولا در شرق گسترده بود. قسمت‌های رومی این سرزمین دو استان امپراتوری روم را تشکیل می‌دادند که در بر گیرنده ژرمانیای کوچک به سمت شمال (شامل جنوب هلند، بلژیک و غرب آلمان کنونی) و ژرمانیای بزرگ به سمت جنوب (شامل سوئیس، جنوب غرب آلمان و شرق فرانسه کنونی) بود.
ساکنان عمده ژرمانیا قبایل ژرمن بودند ولی سلت‌ها، بالت‌ها، سکاها و بعدها اسلاوهای اولیه نیز در آن سکونت داشتند. یونانیان باستان نخستین افرادی بودند که به قبایل ساکن در این سرزمین اشاره کردند. بعدها ژولیوس سزار دربارهٔ قبایل جنگجوی ژرمنی و خطر آن‌ها برای منطقه گل روم نوشت و تا مدت‌ها درگیری‌های نظامی میان نیروهای روم و قبایل بومی ژرمانیا وجود داشت (جنگ‌های گالی). کامل‌ترین گزارش دربارهٔ ژرمانیا توسط تاسیتوس نگاشته شد.
منشأ نام ژرمانیا نامشخص است ولی این سرزمین از زمان ژولیوس سزار شناخته شد و ممکن است این نام از زبان گلی گرفته شده باشد.